# Panaxia fasciata
Panaxia fasciata là một loài bướm đêm thuộc phân họ Arctiinae, họ Erebidae.